# Ларина, Валентина Александровна
Валентина Александровна Ларина — советский хозяйственный, государственный и политический деятель.

## Биография
Родилась в 1907 году в Чите. Член ВКП(б).
С 1930 года - на хозяйственной, общественной и политической работе. В 1930-1976 гг. — на пионерской работе при укоме комсомола, окончила естественное отделение педагогического факультета ИГУ и поступила в аспирантуру на кафедре органической химии, возглавила кафедру органической химии, участвовала в организации производства искусственного жидкого топлива на базе сапропелитов, директор физико-технического научно-исследовательского института при ИГУ.
Избирался депутатом Верховного Совета РСФСР 4-го и 5-го созывов.
Умерла в 1976 году в Иркутске.